# Romance à trois
Pour plus de détails, voir Fiche technique et Distribution.
Romance à trois est un film français réalisé par Roger Richebé en 1942.

## Synopsis
De trois mariages successifs, Loys Erland a eu trois garçons bien différents : Charles, un sportif convaincu, Marcel, qui dirige une banque et Pierre, jeune compositeur. Tous trois rencontrent, puis retrouvent la ravissante Huguette. Chacun fait sa cour. Charles semble favorisé, mais Huguette en fin de compte s'éclipse. Les trois frères verront ainsi raffermies leur amitié et leur confiance réciproques.

## Fiche technique
- Réalisation : Roger Richebé
- Scénario : D'après la pièce de Denis Amiel Trois et une
- Adaptation : Jean Aurenche et Roger Richebé
- Dialogues : Denys Amiel et Pierre Lestringuez
- Assistant réalisateur : Pierre Léaud
- Photographie : Victor Arménise
- Opérateur : Portier
- Son : Jean Putel
- Décors : Jacques Krauss
- Musique : Vincent Scotto
- Montage : Jean Feyte
- Script-girl : Marcelle Hochet
- Production : Les Films Roger Richebé
- Directeur de production : Édouard Lepage
- Régisseur : Pillion et Turbeaux
- Format : Son mono - Noir et blanc - 35 mm  - 1,37:1
- Genre : Comédie
- Durée : 98 minutes
- Date de sortie : 
  - France : 17 juin 1942
- Visa d'exploitation : 396 (délivré le 17/06/1940)

## Distribution
- Simone Renant : Huguette Dallier, la joile femme courtisée
- Denise Grey : Loys Erland, la mère de Charles, Marcel et Pierre
- Fernand Gravey : Charles, le fils sportif
- Bernard Blier : Marcel, le fils directeur de banque
- Michel Marsay : Pierre, le fils jeune compositeur
- Paul Faivre : Le commissaire-priseur
- Paul Barge : Un acheteur
- Henri Richard : Ferrero, l'imprésario
- Guy Parzy